# Dzielce
Dzielce [pronunciación en polaco: /ˈd͡ʑɛlt͡sɛ/] es un pueblo en el distrito administrativo de Gmina Radecznica, dentro del Distrito de Zamość, Voivodato de Lublin, en el este de Polonia. Se encuentra aproximadamente 7 kilómetros al sudeste de Radecznica, 28 kilómetros al oeste de Zamość, y 65 kilómetros al sur de la capital regional, Lublin.